# Шафран, Леонид Моисеевич
Леонид Моисеевич Шафран (18 февраля 1936, Коростень, Украинская ССР, СССР - 18 января 2023, Великобритания) — советский и украинский врач-токсиколог, психофизиолог, доктор медицинских наук, профессор. Заслуженный деятель науки и техники Украины, почетный работник морского и речного флота Украины. Первый заместитель директора ГП «Украинский научно-исследовательский институт медицины транспорта» Минздрава Украины

## Биография
Родился 18 февраля 1936 года в городе Коростень Житомирской области, Украина.
- В 1954 году окончил среднюю школу с золотой медалью в городе Черновцы.
- В 1954—1957 годах обучался в Одесском военно-морском медицинском училище.
- В 1959—1966 годах завершил с отличием обучение на лечебном факультете Одесского национального медицинского университета им. Н. И. Пирогова.
- В 1964—1969 годах завершил с отличием обучение на биологическом факультете Одесского национальный университета им. И. И. Мечникова.

## Научная деятельность
В 1959 году помощник эпидемиолога, врач Бассейновой санэпидстанции Черноморско-Азовского водздравотдела.
В 1965 году организовал и возглавил Бассейновую токсикологическую лабораторию Черноморско-Азовского водздравотдела. Наряду с большим объёмом проводимых в лаборатории химико-аналитических и экспериментальных исследований, исследования выполнялись непосредственно на судах в морских рейсах, производственные испытания на береговых объектах и приемка судов в эксплуатацию.
В 1964—1992 годах осуществлял морские рейсы в качестве судового врача, врача-исследователя, на судах «Котовский», «Пионер Одессы», «Моссовет» и многих других. Результаты исследований легли в основу ряда положений и медицинского приложения к Международному кодексу морской перевозки опасных грузов (IMDG Code), «Правил морской перевозки опасных грузов» (МОПОГ) трех изданий 1968, 1977 и 1990 годов.
- 1968 — защитил кандидатскую диссертацию.
- 1967—1976 эксперт Международной морской организации при ООН (ИМО).
- 1975—1980 член Консультативного совета ВОЗ по охране здоровья моряков.
- 1978 — организовал в Одессе Филиал НИИ гигиены водного транспорта (Москва).
- 1982 — защитил докторскую диссертацию.
- 1985 — присвоено звание профессора.
- 1988 — открыл Всесоюзный НИИ гигиены водного транспорта Минздрава СССР (с 1992 — Украинский НИИ медицины транспорта Минздрава Украины.

Автор более 600 научных работ, в том числе 18 монографий, руководств и справочников Архивная копия от 30 июня 2016 на Wayback Machine, около 30 авторских свидетельств и патентов.
Скончался 18 января 2023 года в Великобритании от обширного инфаркта. Был похоронен в Одессе на  Ново-городском (Таировском) кладбище.

## Награды и достижения
- 1973, 1976, 1985 награждён бронзовой медалью «За успехи в народном хозяйстве СССР».
- 1979, 1981 награждён серебряной медалью «За успехи в народном хозяйстве СССР».
- 2006 — присвоено почетное звание Заслуженного деятеля науки и техники Украины[1].
- 2010 — награждён медалью 2000 Outstanding Intellectuals of the 21st Century, Cambridge, England.

## Избранные научные труды
1. J. Chumaeva, V. Golikovа, J. Nekhoroshkova, A. Ogulenko, L. Shafran. Creating a system of medical and psychological rehabilitation of extreme professions representatives (firemen-rescuers as a model). Journal of Education, Health and Sport. 2015;5(8):197-209
2. L.M. Shafran LM, Iu.V. Nekhoroshkova. Hygienic evaluation of working conditions and working process of fire rescue employees. Gig Sanit. 2015 Jan-Feb;94(1):77-82. (Russian)
3. L.M. Shafran et. al. Combustive toxicology: The new concept of people death and the probable remote consequences at fires. Toxicology Letters, Volume 164, Supplement, 20 September 2006, Page S102.
4. B. Kuzminov, V. Turkina, L. Shafran, The problem of allergy in ecotoxicology of polymeric materials, Environment International, Volume 28, Issue 8, March 2003, Pages 699—702.
5. L.M. Shafran. Toxicological problems in maritime medicine. Bull Inst Marit Trop Med Gdynia. 1990;41(1-4):69-72.
6. L. M. Shafran. Toxicology in Seafaring — Dangerous Goods. Chapter in Handbook of Nautical Medicine (W.H.G. Goethe, E.N. Watson, D.T. Jones, Eds.), 1984, Springer-Verlag Berlin Heidelberg. pp 329—337.
7. L.M. Shafran, E.G. Puhteeva, D.V. Bolshoy. Metallothioneins. Odessa. Chornomorya, 2011.
8. Л. М. Шафран, Э. М. Псядло. Теория и практика профессионального психофизиологического отбора моряков. Одесса: Феникс, 2008. 252 с.
9. Морская фумигация: словарь-справочник / Под ред. Проф. Л. М. Шафрана. — Одесса, 2012, 334 с.